# Temple Prime
Pour les articles homonymes, voir Prime.
Temple Prime est un conchyliologiste amateur, né le 14 septembre 1832 à New York et mort le 25 février 1905.
Il perd sa mère à 8 ans, son père s’installe, en 1855, dans une ferme près d’Huntington, à Long Island. Prime et sa sœur, Cornelia y demeure jusqu’à la mort de leur père.
Prime étudie d’abord à New York auprès de Monsieur Peugnet, un ancien officier napoléonien. Le père de Temple était un grand admirateur de Napoléon, c’est pourquoi il envoie son fils en Europe pour ses études. Temple séjourne ainsi à Genève et dans la Saxe. Il tirera de sa première formation, une riche connaissance des langues étrangères. À 18 ans, Temple entre à Harvard et suit les cours de Louis Agassiz (1807-1873). À 19 ans, il fait paraître sa première description d’espèce, à savoir un mollusque de la famille des Sphaeriidae dont il sera toute sa vie un spécialiste.
En 1860, il accompagne August Belmont (1816-1890) au sein de la délégation américain à La Haye. À son retour, il obtient à l’université Columbia un diplôme de droit bien qu’il ne pratiquera jamais. Il préfère poursuivre ses recherches malacologiques ainsi qu’en généalogie et en histoire de France. Il fait paraître en 1865 sa première monographie des palourdes d’eau douce.
Il voyage en France, avec sa sœur, en 1870-1871, durant la guerre franco-allemande. S’étant exprimé par erreur en allemand, il est arrêté comme espion. C’est seulement après avoir prouvé sa citoyenneté américaine qu’il recouvre la liberté.
L’essentiel de sa collection est aujourd’hui au Museum of Comparative Zoology d’Harvard, certains de ses spécimens sont également au British Museum et dans des muséums américains.

## Source
Scott M. Martin (1995), Maine’s Early Malacological History. Maine Naturalist, 3 (1) : 1-34.